# Octobre 1772

## Naissances
- 4 octobre  : Charles-Jean Baptiste Bonnin († 1846) penseur et auteur progressiste.
- 9 octobre : Mary Tighe, poétesse anglo-irlandaise († 24 mars 1810).
- 12 octobre : Charles Bassi († 11 janvier 1840) premier directeur de la Direction des bâtiments de Finlande.